# BNP Paribas Katowice Open 2013
Il BNP Paribas Katowice Open 2013 è stato un torneo di tennis giocato sulla terra rossa indoor. È stata la 1ª edizione del torneo, che fa parte della categoria International nell'ambito del WTA Tour 2013. Si è giocata a Katowice in Polonia dal 6 al 14 aprile 2013.

## Partecipanti

### Teste di serie
| Nazionalità | Giocatrice       | Ranking* | Testa di serie |
| ----------- | ---------------- | -------- | -------------- |
| Rep. Ceca   | Petra Kvitová    | 8        | 1              |
| Italia      | Roberta Vinci    | 13       | 2              |
| Rep. Ceca   | Klára Zakopalová | 21       | 3              |
| Germania    | Julia Görges     | 30       | 4              |
| Austria     | Tamira Paszek    | 31       | 5              |
| Francia     | Alizé Cornet     | 33       | 6              |
| Estonia     | Kaia Kanepi      | 38       | 7              |
| Germania    | Sabine Lisicki   | 41       | 8              |

* Classifica al 1º aprile 2013.

### Altre partecipanti
Giocatrici che hanno ricevuto una Wild card:
- Marta Domachowska
- Karolína Plíšková
- Sandra Zaniewska

Giocatrici passate dalle qualificazioni:

- Maria Elena Camerin
- Anna Karolína Schmiedlová
- Alexandra Cadanțu
- Jill Craybas

Giocatrici ripescate come lucky loser:
- Shahar Peer

## Campionesse

### Singolare
Roberta Vinci ha sconfitto in finale  Petra Kvitová per 7–6(2), 6-1.
- È il primo titolo del 2013 per la Vinci, l'ottavo in carriera.

### Doppio
Lara Arruabarrena Vecino /  Lourdes Domínguez Lino hanno sconfitto in finale  Ioana Raluca Olaru /  Valerija Solov'ëva per 6-4, 7-5.